# Sea Pictures
Sea Pictures, five songs, op. 37 för alt och orkester är en sångcykel om fem sånger som komponerades av Edward Elgar år 1899.
Sångerna som ingår i verket är i tur och ordning:
1. Sea Slumber Song, text: Roden Noel
2. In Haven (Capri), text: Alice Elgar
3. Sabbath Morning at Sea, text: Elizabeth Barrett Browning
4. Where Corals Lie, text:  Richard Garnett
5. The Swimmer, text: Adam Lindsay Gordon

Denna sångcykel, som har en speltid på cirka 24 minuter, är ett av Elgars populäraste vokalverk. Trots dessa framgångar har detta verk fått ibland utstå en hel del kritik på några punkter. Bland dessa punkter har det hävdats att:
- Texterna är numera föråldrade.
- Texterna är, trots havstemat, så svagt sammanlänkade att sångcykeln saknar en övergripande form.
- Tonsättningarna försöker i en för låg grad att porträttera havet lika storvulet som andra tonsättare har gjort det.

Den andra sången In Haven (Capri) till en text av Elgars hustru skrevs ungefär tre år före cykelns övriga sånger och publicerades då under titeln Love Alone Will Stay den till sist införlivades in i detta verk.